# Mario Oyarzábal
Mario Oyarzábal (Azul, 4 de febrero de 1969) es un jurista, diplomático y profesor argentino. Desde 2025 es el director general del Ministerio de Relaciones Exteriores, Comercio Internacional y Culto de la República Argentina, cargo que previamente había desempeñado entre 2016 y 2020. Entre 2020 y 2025 fue el Embajador de la República Argentina ante el Reino de los Países Bajos y Representante Permanente ante la Organización para la Prohibición de las Armas Químicas desde el año 2020. Previamente fue Representante Permanente Adjunto ante el Consejo de Seguridad de las Naciones Unidas (2013-2014).
Es abogado generalista en el área de derecho internacional público y privado. Dictó un curso especial en la Academia de Derecho Internacional de La Haya en 2020 y en 2029 dictará el curso general. Es autor de numerosas publicaciones en revistas especializadas en Argentina y en el extranjero.
En 2021 fue elegido miembro de la Comisión de Derecho Internacional de las Naciones Unidas para el período 2023-2027. Fue elegido Presidente del Comité de Redacción de la Comisión en 2025.
En 2023 fue elegido miembro asociado del Instituto de Derecho Internacional en su 81.ª Sesión de Angers (Francia).
Es Editor general de la Latin American and Caribbean Journal of International Law, que cofundó con Diego Fernández Arroyo en 2024.
En 2025 fue condecorado Caballero de la Gran Cruz de la Orden de Orange-Nassau por el Rey Guillermo-Alejandro de los Países Bajos.

## Educación
Oyarzábal se graduó en 1991 como abogado y en 1992 como escribano en la Universidad Nacional de La Plata e ingresó al Instituto del Servicio Exterior de la Nación, del cual se recibió en 1996. En 2005 obtuvo un máster en Leyes (LLM) en la Universidad de Harvard.

## Carrera diplomática
Ingresó al Servicio Exterior argentino en 1997. Cumplió funciones en la Dirección de Asuntos Parlamentarios de la Cancillería (1997-1998), el Consulado General en Nueva York (1998-2004 y 2005-2007), la Consejería Legal de la Cancillería (2007-2011 y 2016-2020), la Misión Permanente ante las Naciones Unidas (2011-2016) y la Embajada en los Países Bajos (2020-2025).
En 2018 alcanzó el rango de Embajador Extraordinario y Plenipotenciario con el acuerdo del Senado de la Nación. Después de desempeñarse como Consejero Legal de la Cancillería argentina, en 2019 fue nombrado Embajador en los Países Bajos por Decreto Nro. 793/2019 del entonces Presidente Mauricio Macri, asumiendo funciones ya durante la gestión del Presidente Alberto Fernández, y continuando durante la gestión del Presidente Javier Milei. Fue también Representante Permanente ante la Organización para la Prohibición de las Armas Químicas, y representó a la Argentina ante la Corte Internacional de Justicia, la Corte Permanente de Arbitraje, la Corte Penal Internacional, la Conferencia de La Haya de Derecho Internacional Privado, y el Fondo Común de Productos Básicos del que llegó a ser Presidente del Consejo de Gobernadores (2020-2022).
En 2025, volvió a ocupar el cargo de Consejero Legal de la Cancillería argentina.
Oyarzábal ha representado a la República Argentina en dos ocasiones ante la Corte Internacional de Justicia en el caso por el Conflicto entre Argentina y Uruguay por plantas de celulosa como asesor legal, y en la Opinión Consultiva relacionada con la Disputa territorial del archipiélago de Chagos (2019) como agente.
En 2011 fue asesor jurídico en la primera Opinión Consultiva de la Sala de Controversias de los Fondos Marinos del Tribunal Internacional del Derecho del Mar sobre las responsabilidades y obligaciones de los Estados patrocinantes de personas y entidades con respecto a las actividades en la zona.
Es árbitro y conciliador designado bajo los Anexos V y VII de la Convención de las Naciones Unidas sobre el Derecho del Mar desde 2017. Además, fue árbitro y conciliador del Centro Internacional de Arreglo de Diferencias Relativas a Inversiones (2016-2022) y miembro de la Corte Permanente de Arbitraje (2019-2022).
Adicionalmente, se ha desempeñado como miembro de la Comisión Jurídica y Técnica de la Autoridad Internacional de los Fondos Marinos, la Comisión Internacional Humanitaria de Encuesta establecida por los Convenios de Ginebra de 1949, y el Comité para la Selección del Fiscal de la Corte Penal Internacional (2019-2020).

## Carrera académica
Oyarzábal ha enseñado derecho internacional en la Universidad Nacional de La Plata y la Universidad de Buenos Aires, entre otras. Dictó en 2020 un curso en la Academia de Derecho Internacional de La Haya sobre “La Influencia del Derecho Internacional Público en el Derecho Internacional Privado en la Historia y la Teoría y en la Formación y la Aplicación del Derecho”. Ha sido invitado por el Curatorium de la Academia a dar el curso general en 2029.
Es autor de 4 libros y de más de 50 contribuciones en obras colectivas y artículos académicos publicados en revistas jurídicas como el International and Comparative Law Quarterly, European Journal of International Law, Rivista di diritto internazionale, Rabels Zeitschrift für ausländisches und internationales Privatrecht, Uniform Law Review, Revista Española de Derecho Internacional, University of Miami Inter-American Law Review, Revista de Informação Legislativa; y publicaciones como Encyclopedia of Private International Law y el Anuario argentino de derecho internacional. 

### Principales publicaciones
- El contrato de seguro multinacional. Ábaco, Buenos Aires, 1998.
- La nacionalidad argentina. La Ley, Buenos Aires, 2003.[23]
- Derecho procesal transnacional. Ábaco, Buenos Aires, 2012.
- The Influence of Public International Law upon Private International Law in History and Theory and in the Formation and Application of the Law. Recueil des cours de l’Académie de droit international de La Haye, Vol. 428 (pp. 129-525), 2023.[24]
- Derecho internacional privado para diplomáticos, APSEN/CARI, Buenos Aires, 2024[25]